# Aurélien Duval
Aurelien Duval (29 juni 1988) is een Frans wielrenner en veldrijder die tot januari 2010 uitkwam voor Française des Jeux.
In 2006 won Duval het Franse kampioenschap Cyclocross voor junioren en werd tweede op het Franse kampioenschap op de weg, tevens bij de junioren. In 2007 Deed hij mee met de beloften en werd toen tweede. Op de weg behaalde hij dat jaar geen ereplaats. In 2008 werd hij wel Frans kampioen cyclocross bij de beloften. Daarnaast deed hij mee met de wereldkampioenschappen voor beloften in Treviso. Hij werd daar tweede, achter de Belg Niels Albert. Hij werd ook tweede op het Europese kampioenschap voor beloften in Liévin, achter de Duitser Philipp Walsleben. Hij liep op dat moment stage bij de Franse wielerploeg Française des Jeux, dat meedeed in de UCI ProTour.
In 2009 had hij hier een contract verdiend, maar wist geen belangrijke wedstrijden te winnen. Desondanks behield hij zijn contract in 2010. Op 7 mei werd Duval echter voor twee jaar werd geschorst door de Franse wielerbond (FFC) nadat op 14 januari bekend was geworden dat hij positief had getest op de stof norfenfluramine, dat op de dopinglijst staat. Hij werd in januari al onmiddellijk door zijn ploeg ontslagen. De controle was gevoerd na het Circuit Franco-Belge, een Belgische wielerwedstrijd, die op 21 oktober 2009 was verreden.
Aurélien Duval is een neef van oud-veldrijder en wereldkampioen bij de militairen Cyriaque Duval.
In 2011 kwam Duval terug na zijn schorsing voor het onbekende wielerteam U.V. Aube, het team werd echter meteen bekend bij het veldritpubliek doordat Duval met een lingemodel op de borst moest rijden. Met ereplaatsen in de zware crossen te Namen, Diegem en Loenhout kwam de immers nog jonge Duval sterk terug.

## Overwinningen
2006
- Frans kampioen veldrijden bij de junioren
- 1e etappe, deel A Luik-La Gleize (Junioren, met Tony Gallopin en Sylvain Greiner)

2008
- Frans kampioen veldrijden bij de beloften
- Boucles de la Marne
- Cyclocross Eteignières

2012
- Frans kampioenschap veldrijden

## Grote rondes
Geen